# Paderne de Allariz
Paderne de Allariz és un municipi de la província d'Ourense a Galícia. Pertany a la Comarca de Allariz-Maceda.
| 3.785 | 3.800 | 3.275 | 2.218 | 1.630 | 1.597 |
| Fonts: INE, IGE i (Els criteris de registre censal variaren i les dades de l'INE i de l'IGE poden no coincidir.) |       |       |       |       |       |

## Parròquies
- Cantoña (San Mamede)
- Coucieiro (San Vicente)
- Figueiredo (San Pedro)
- Figueiroá (San Xillao)
- Golpellás (Santa Baia)
- Paderne (San Cibrao)
- San Lourenzo de Siabal (San Lourenzo)
- San Salvador de Mourisco (San Salvador)
- San Xes (San Xes)
- Solbeira (San Salvador)